# Харли, Джон Брайан
Джон Брайан Харли (англ. John Brian Harley; 24 июля 1932 — 20 декабря 1991) — британский географ, картограф и историк картографии, главный редактор журнала Imago Mundi.
Работал в университетах городов Бирмингема, Ливерпуля и Винсконси. Он был одним из основных редакторов всемирного издания «История картографии». В последние годы жизни, Харли работал среди географов и социологов, развивая собственный подход к изучению карт, называемый им критическим картографическим анализом (англ. critical cartography).

## Биография
Харли родился в деревне Эшли графства Глостершир. С 1943 по 1950 год он учился в средней школе Бривуда около Вулвергемптона, после службы в вооружённых силах Харли поступает в Бирмингемский университет в 1952 году, однако дипломный проект он защищал в 1956 году в Университетском колледже Оксфорда, затем он возвратился в университет Бирмингема для защиты диссертации, посвященной исторической географии средневекового Уорикшира.

## Наследие
Исследовательский фонд имени Джона Брайана Харли был создан в 1992 году в Лондоне. Этот фонд обеспечивает исследователей стипендией для проведения исследовательской работы в архивах и библиотеках Великобритании по тематикам, связанных с изучением истории географии и картографии. Российским экспертом фонда является профессор А. В. Постников.